# Jeronim (Vransko, Slovenija)
Jeronim je naselje u slovenskoj Općini Vranskom. Jeronim se nalazi u pokrajini Štajerskoj i statističkoj regiji Savinjskoj. 

## Stanovništvo
Prema popisu stanovništva iz 2002. godine naselje je imalo 211 stanovnika.